# NGC 3564
NGC 3564 este o galaxie lenticulară situată în constelația Centaurul. A fost descoperită în 21 aprilie 1835 de către John Herschel. Se află la o distanță de 36,14 de megaparseci de Pământ.